# Museu de Cerâmica de Sacavém
O Museu de Cerâmica de Sacavém é um espaço museológico situado na cidade de Sacavém, no Município de Loures, destinado a preservar o antigo núcleo da Fábrica de Loiça de Sacavém (que celebrizou em tempos a cidade), centrado em torno do forno n.º18.
Após a falência da Fábrica de Loiça, em 1994, a Câmara Municipal de Loures deliberou (em reunião de 22 de novembro de 1995) a construção de um núcleo museológico que fizesse a história da dita fábrica e da sua produção cerâmica, situado nos terrenos onde outrora esta se erguera.
O Museu, situado no centro de uma urbanização nascida dos escombros da Fábrica de Loiça, foi inaugurado em 7 de julho de 2000, pelo então presidente da república Dr. Jorge Sampaio.
Para além do espaço museológico, o museu conta com um centro de documentação, batizado com o nome do fundador da fábrica de loiça, Manuel Joaquim Afonso, um auditório batizado com o nome de um destacado operário e lutador antifascista (António Ferreira, «O Compositor»), uma oficina de cerâmica, batizada com o nome do mestre José de Sousa, e uma loja.
Em 2002, o museu foi galardoado com o Prémio Micheletti de Melhor Museu Europeu do Ano, na categoria de Património Industrial.
Em 2006, a câmara municipal de Loures decidiu instituir o Prémio Bienal Manuel Joaquim Afonso, destinado a premiar, através do Museu de Cerâmica de Sacavém, trabalhos na área de produção cerâmica.
Atualmente o espaço museológico, encontra-se integrado na rede de museus de Loures que, do ponto de vista da orgânica municipal, está inserido na Divisão de Património Cultural e Bibliotecas.
A rede é dirigida pela Unidade de Património e Museologia.
O Museu de Cerâmica de Sacavém, está situado no local da antiga Fábrica de Loiça de Sacavém, onde, cerca de 1858, Manuel Joaquim Afonso, português, industrial vidreiro e homem de negócios da Marinha Grande, deu início a uma das mais relevantes indústrias cerâmicas de Portugal, a Fábrica de Loiça de Sacavém.
Pelas mãos das famílias inglesas Howorth, Gilman e Gilbert, a Fábrica de Loiça de Sacavém, afirmou-se no panorama cerâmico nacional e internacional dos séculos XIX e XX.
A fábrica veio a ser declarada falida, em 1994 e a 22 de novembro de 1995, a deliberação camarária definiu a preservação e valorização de um núcleo de património da antiga fábrica.
Lançando as bases do futuro museu, o Museu da Cerâmica de Sacavém, é inaugurado a 7 de julho de 2000, pelo então presidente da república Dr. Jorge Sampaio. 
Instalado na antiga Fábrica de Loiça de Sacavém e inaugurado a 7 de julho de 2000, o Museu de Cerâmica de Sacavém, encontra-se integrado na rede de museus de Loures, sendo um espaço de valorização, salvaguarda e divulgação do legado da Fábrica de Loiça de Sacavém, em ligação ao processo de industrialização do concelho de Loures.
O Museu de Cerâmica de Sacavém, encontra-se sediado num edifício construído de raiz que incorpora o Forno 18, último vestígio físico da fábrica, exemplar da arquitetura de fornos, os fornos-garrafa, que marcaram a paisagem da revolução industrial inglesa. 

Possui dois espaços expositivos, loja, o auditório António Ferreira, operário e resistente antifascista, com capacidade para 100 pessoas, oficinas Mestre José de Sousa e o centro de documentação Manuel Joaquim Afonso que tem á sua guarda arquivos das fábricas de Loures, constituindo documentação única do património industrial do concelho.

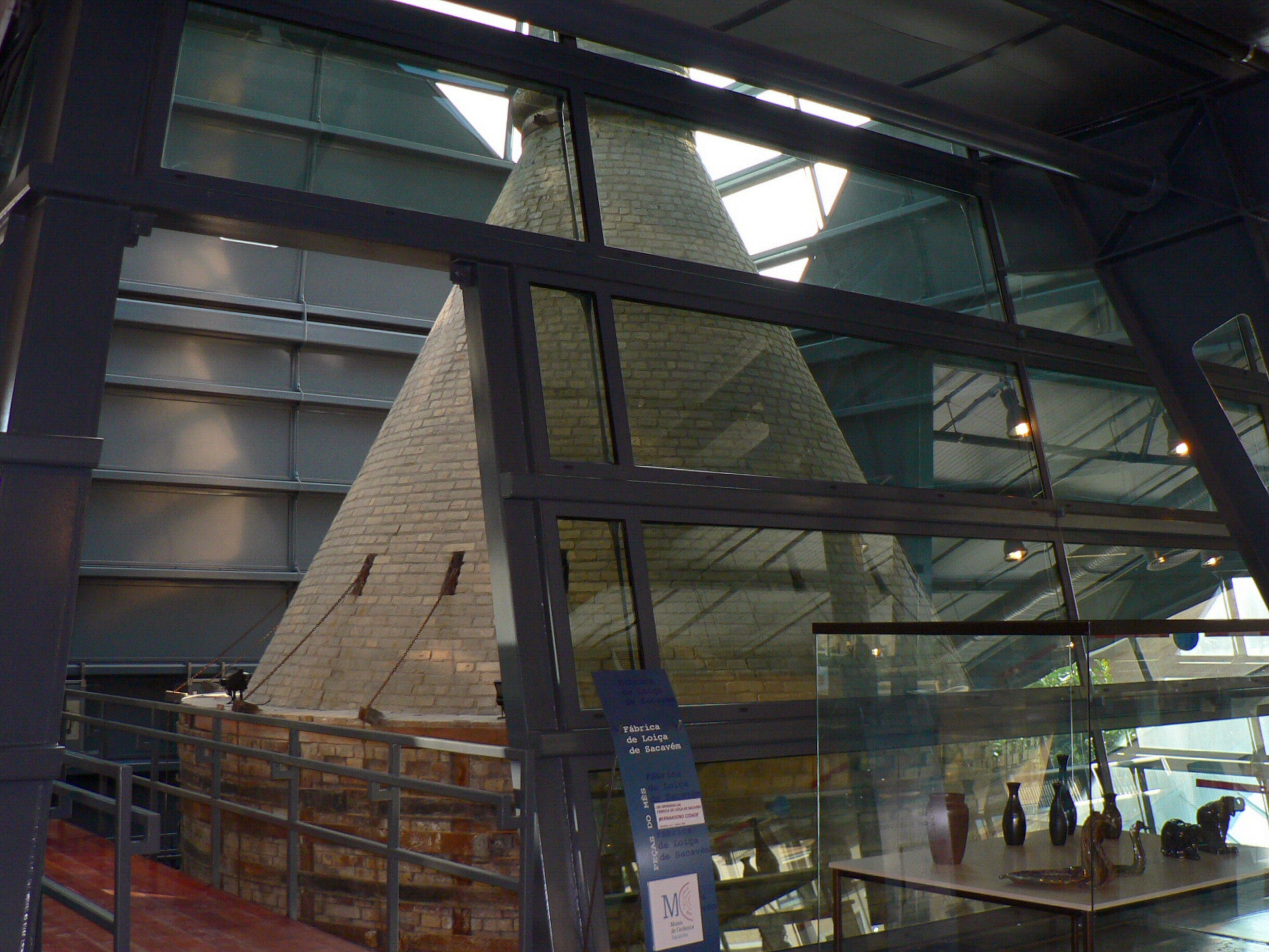
O forno n.º 18, núcleo central do Museu.

Atualmente, encontra-se patente ao público a exposição "Fábrica de Loiça de Sacavém. Para uma história da faiança em Portugal", aprofundando o conhecimento da antiga fábrica, alargando a sua contextualização ao panorama industrial do concelho, desde meados do século XIX ao inicio do século XXI, partindo exclusivamente da coleção do museu, aliando a riqueza do arquivo empresarial da fábrica ás peças, evocando os principais aspetos da história e da sua vasta produção, associando-os á funcionalidade, á forma e 

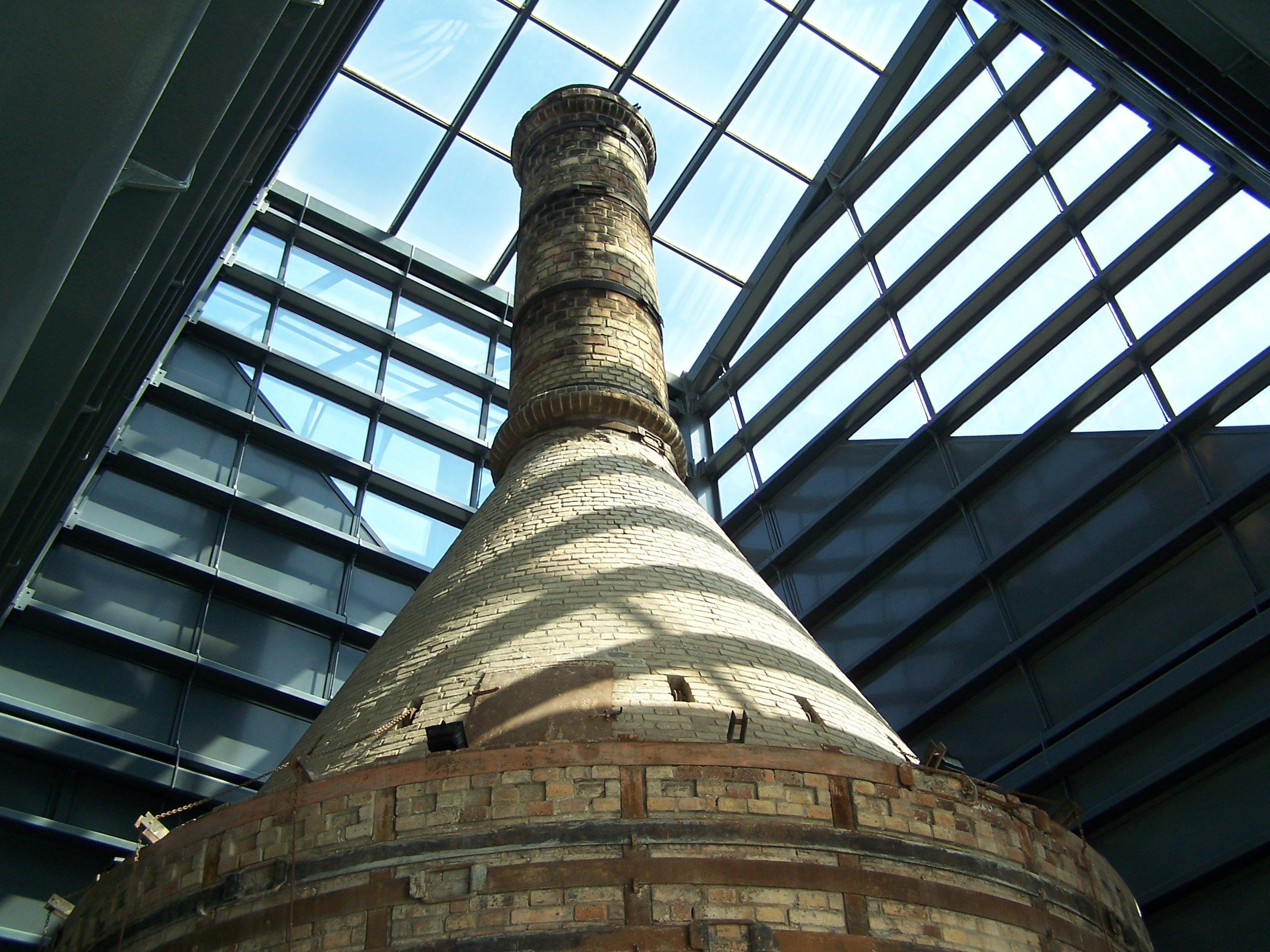
Vista desde a base do forno

á decoração. E uma outra exposição, no âmbito da Jornada Mundial da Juventude 2023, evento de cariz religioso, e onde o Município de Loures se associou à sua celebração, intitulada de "E do Barro se fez a Forma. A temática religiosa na produção da Fábrica de Loiça de Sacavém". Não tendo uma função devocional, antes decorativa e comemorativa ou mesmo utilitária, contém decorações com elementos iconográficos e outros pormenores decorativos relacionados com o Cristianismo.
Este museu tem como principal missão colecionar, preservar, documentar, investigar e promover espólios que lhe estão confiados, no sentido de valorizar a sua divulgação e apresentação pública, contribuindo para o conhecimento e o enriquecimento do património do trabalho e da arte da Fábrica de Loiça de Sacavém, assim como do património industrial do território.
Em 2002, recebeu o prémio Luigi Micheletti para a categoria de museus industriais (EMYA - European Museum Year Award).
Em 2013, recebeu o prémio de menção honrosa sos azulejo 2012, na categoria Catálogo.
Em 2019, recebeu o prémio menção honrosa sos azulejo 2018, na categoria História de Arte e ainda os prémios APOM, nas categorias Incorporação e Exposição temporária.
Em 2020, recebeu o prémio APOM, na categoria Parceria.
Acervo documental estimado em 158 000 documentos, entre coleções documentais e arquivos empresariais, da Fábrica de Loiça de Sacavém e dos seus artistas, Fábrica de Papel do Tojal - Abelheira, Fábrica Móveis Olaio, Fábrica Nacional de Margarinas, Companhia Portuguesa de Trefilaria.
Biblioteca especializada em artes visuais e história económica e social (pintura, escultura, arquitetura, design, artes decorativas; cerâmica portuguesa, europeia e oriental; diários do governo, estatística comercial e industrial 1880-1967; história de Portugal, universal e das mentalidades, história económica e social; museologia, educação patrimonial). 
Desde a sua inauguração em 2000, o museu incorporou cerca de 4 000 peças, na sua maioria, produzidas na Fábrica de Loiça de Sacavém e 29 800 documentos.de fábricas em Loures. 
- Jorge Colaço[7]
- Museu do Vinho e a Vinha (Bucelas)
- Fábrica de Loiça de Sacavém
- Quinta do Conventinho
- Casa-Museu José Pedro

- https://www.facebook.com/museusdeloures/

- https://www.instagram.com/museusdeloures

1. ↑  «Câmara Municipal de Loures»
2. ↑  «Plurais nº4»
3. ↑  «Câmara Municipal de Loures»
4. ↑  «K É R A M I C A». Revista da Indústria Cerâmica Portuguesa, nº362, Edição janeiro/fevereiro 2020
5. ↑  Sacavém, a Outra Loiça. [S.l.]: Edição conjunta de Câmara Municipal de Loures, Clive Gilbert, Emma Gilbert e Associação dos Amigos de Sacavém. 2019
6. ↑  «Câmara Municipal de Loures»
7. ↑  «Câmara Municipal de Loures» (PDF)

Museu de Cerâmica de Sacavém Página do Museu de Cerâmica de Sacavém, no site da Câmara Municipal de Loures.